# Législature d'État de l'Utah

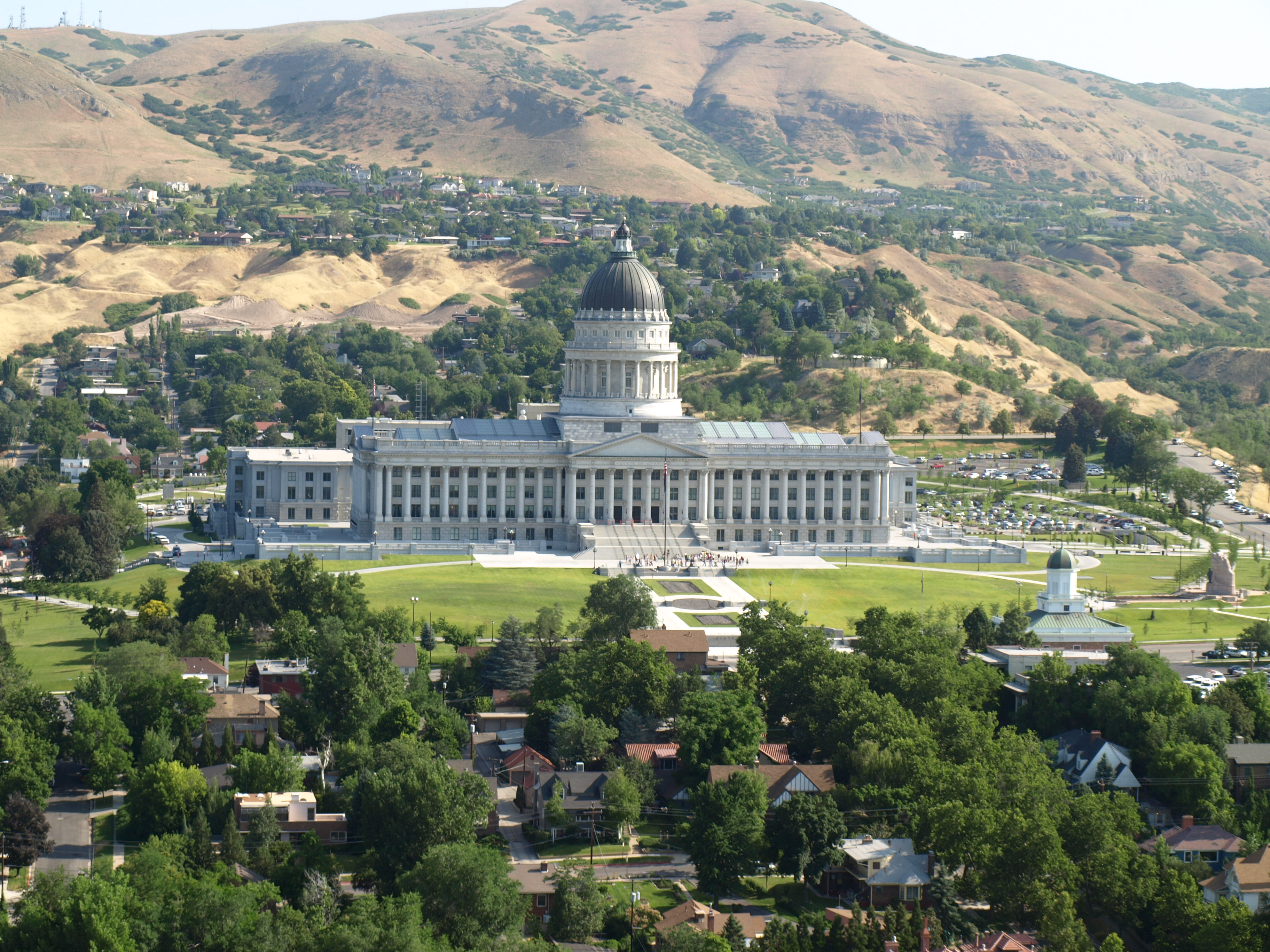
Capitol de l'Utah à Salt Lake City

La législature d'État de l'Utah (Utah State Legislature) est un parlement bicaméral composé d'une chambre basse (la chambre des représentants de l'Utah de 75 élus) et d'une chambre haute (le Sénat de l'Utah de 29 élus).
Le parlement de l'Utah siège au Capitole situé à Salt Lake City.
Durant la session 2007-2009, les deux chambres sont dominées par le parti républicain. Historiquement, la législature de l'Utah est traditionnellement dominée par une très forte majorité républicaine. 
Les sessions commencent le 3e mardi de janvier pour une durée de 45 jours. 

## Composition du sénat
L'État est divisé en 29 districts sénatoriaux représentant chacun approximativement 77 000 habitants. Les sénateurs sont élus pour un mandat de 4 ans. L'âge minimum requis pour être sénateur est de 25 ans. Celui-ci doit notamment résider dans son district d'élection depuis au moins 6 mois. 
Le président du Sénat est le républicain John L. Valentine (R - Orem) lors de la 57e session. 
| Parti             | Nombre d'élus en 2016 |
| ----------------- | --------------------- |
| Parti démocrate   | 5                     |
| Parti républicain | 24                    |
| Total             | 29                    |
| Écart de sièges   | 19                    |

## Composition de la chambre des représentants
Chaque membre de la chambre des représentants représente un district peuplé approximativement de 29 800 personnes. Ils sont élus pour un mandat de 2 ans. 
Les conditions requises pour être membre de la chambre des représentants sont identiques à celles requises pour être sénateur.  
Le président de la chambre est le républicain Greg J. Curtis (R - Salt Lake City).
| Parti             | Nombre d'élus en 2016 |
| ----------------- | --------------------- |
| Parti démocrate   | 14                    |
| Parti républicain | 61                    |
| Total             | 75                    |
| Écart de sièges   | 47                    |

## Historique

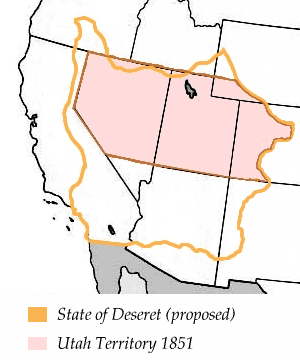
Les frontières de l'État de Deseret (orange) proposés en 1849 et le territoire de l'Utah organisé en 1850 (rose)

En 1849, les résidents mormons de l'Utah avaient proposé la constitution d'un État appelé Deseret. La proposition de constitution de l'État de Deseret fut rejetée par le Congrès des États-Unis. 

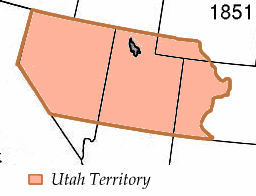
Territoire de l'Utah en 1851

À la place, il fut établi, par un acte du Congrès, la constitution, le 9 septembre 1850, du territoire de l'Utah. Celui-ci fut organisé avec notamment une assemblée territoriale de 13 membres, une chambre des représentants de 26 membres et un gouverneur. La première session de la législature du territoire eut lieu le 22 septembre 1851. Celle-ci constitua le corps législatif jusqu'en 1896, date de l'entrée de l'État au rang des États, après plusieurs tentatives avortées. 
La première réunion de la nouvelle législature de l'État de l'Utah eut lieu le 13 janvier 1896. 
Le capitole, où se réunit aujourd'hui la législature, fut inauguré le 9 octobre 1916, après 4 années de travaux.